# アルセン・ザハリャン
アルセン・ノラヨロヴィチ・ザハリャン（Арсен Норайрович Захарян, アルメニア語: Արսեն Զախարյան、 2003年5月26日 - ）は、ロシア・サマーラ出身のサッカー選手。レアル・ソシエダ所属。ポジションはフォワード。

## 経歴

### クラブ
FCディナモ・モスクワのユースに2020年まで所属し、トップチームに昇格した。2020年11月1日、ロシア・プレミアリーグのFKタンボフ戦でデビューを果たした。
2023年8月19日、2028-29シーズン終了までの6年契約でレアル・ソシエダへの移籍が発表された。2024年3月15日、カディスFC戦で移籍後初ゴールを挙げた。

### 代表
ロシア代表としてU-21代表で招集され、UEFA U-21欧州選手権2021にも出場した。
2021年9月1日、2022 FIFAワールドカップ・ヨーロッパ予選のクロアチア代表戦でA代表初出場。

## 人物
両親はアルメニア系で、ナゴルノ・カラバフ戦争の後にナゴルノ・カラバフからロシアに引越してきた。